# Barbara Keyfitz
Barbara Lee Keyfitz (Ottawa, 7 de novembro de 1944) é uma matemática canadense-estadunidense, Dr. Charles Saltzer Professor of Mathematics na Universidade Estadual de Ohio. Em sua pesquisas investiga equações diferenciais parciais nāo-lineares e associadas leis de conservação.

## Formação e carreira
Keyfitz concluiu seus estudos de graduação na Universidade de Toronto, obtendo um Ph.D. em 1970 na Universidade de Nova Iorque, orientada por Peter Lax. Antes de assumir seu atual cargo na Universidade Estadual de Ohio, lecionou na Universidade Columbia, Universidade de Princeton, Universidade Estadual do Arizona e Universidade de Houston; em Houston foi John and Rebecca Moores Professor of Mathematics. Foi também diretora do Instituto Fields de 2004 a 2008.
Foi presidente da Association for Women in Mathematics de 2005 a 2006, e em 2011 foi presidente do International Council for Industrial and Applied Mathematics. Foi vice-presidente da American Mathematical Society de 2011 a 2014.

## Prêmios e honrarias
Recebeu o Prêmio Krieger–Nelson de 2005 da Canadian Mathematical Society, apresentou a Noether Lecture de 2012 da Association for Women in Mathematics. Foi entrevistada por Patricia Clark Kenschaft em seu livro Change is Possible: Stories of Women and Minorities in Mathematics.
Em 2012 foi eleita fellow da American Mathematical Society. É também fellow da Associação Americana para o Avanço da Ciência, da Society for Industrial and Applied Mathematics e do Instituto Fields.
Em 2018 foi eleita fellow da classe inaugural da  Association for Women in Mathematics.

## Publicações

### Livros
- B. L. Keyfitz and H. C. Kranzer, eds., Nonstrictly Hyperbolic Conservation Laws, Contemporary Mathematics, 60, American Mathematical Society, Providence, 1987.
- B. L. Keyfitz and M. Shearer, eds., Nonlinear Evolution Equations that Change Type, IMA Series Volume 27, Springer Verlag, 1990.

### Capítulos de livros
- B. L. Keyfitz, 'Hold that Light! Modeling of Traffic Flow by Differential Equations',in Six Themes on Variations, (R. Hardt and R. Forman, eds), American Mathematical Society, 2005.

### Publicações selecionadas em periódicos revisados
- B. L. Keyfitz, 'Solutions with shocks: an example of an L1 contractive semi-group', Comm. Pure Appl. Math. XXIV, (1971), 125-132.
- B. L. Keyfitz, R. E. Melnik and B. Grossman, 'An analysis of the leading-edge singularity in transonic small-disturbance theory', Quarterly Journal of Mechanics and Applied Mathematics, XXXI, (1978), 137-155.
- B. L. Keyfitz and H. C. Kranzer, 'Existence and uniqueness of entropy solutions to the Riemann problem for hyperbolic systems of two nonlinear conservation laws', Journal of Differential Equations, 27, (1978), 444-476.
- B. L. Keyfitz and H. C. Kranzer, 'The Riemann problem for a class of hyperbolic conservation laws exhibiting a parabolic degeneracy', Journal of Differential Equations, 47, (1983), 35-65.
- B. L. Keyfitz, 'Classification of one state variable bifurcation problems up to codimension seven', Dynamics and Stability of Systems, 1, (1986), 1-41.
- B. L. Keyfitz and G. G. Warnecke, `The existence of viscous profiles for transonic shocks', Communications in Partial Differential Equations, 16, (1991) 1197-1221.
- B. L. Keyfitz, 'A geometric theory of conservation laws which change type', Zeitschrift fur Angewandte Mathematik und Mechanik, 75, (1995), 571-581.
- B. L. Keyfitz and N. Keyfitz, 'The McKendrick Partial Differential Equation and its Uses in Epidemiology and Population Study', Mathematical and Computer Modelling, 26, (1997), 1-9.
- B. L. Keyfitz, 'Self-Similar Solutions of Two-Dimensional Conservation Laws', Journal of Hyperbolic Differential Equations, 1 (2004), 445-492.
- B. L. Keyfitz, 'The Fichera Function and Nonlinear Equations', Rendiconti Accademia delle Scienze detta dei XL, Memorie di Matematica e Applicazioni, XXX (2006), 83-94.
- B. L. Keyfitz, 'Singular Shocks: Retrospective and Prospective', Confluentes Mathematici, 3 (2011), 445-470.
- J. Holmes, B. L. Keyfitz and F. Tiglay, 'Nonuniform dependence on initial data for compressible gas dynamics: The Cauchy problem on R2', SIAM Journal of Mathematical Analysis, 50 (2018), 1237-1254.

## Vida privada
Keyfitz nasceu em Ottawa, filha de Nathan Keyfitz. É casada com Marty Golubitsky e tem dois filhos.